# Cmentarz wojenny w Wólce Pęcherskiej
Cmentarz wojenny w Wólce Pęcherskiej – cmentarz żołnierzy niemieckich i rosyjskich poległych w czasie I wojny światowej zlokalizowany w pobliżu wsi Wólka Pęcherska (powiat piaseczyński, województwo mazowieckie), na terenie rezerwatu przyrody Biele Chojnowskie.

## Historia
Cmentarz pochodzi z okresu I wojny światowej, a dokładnie z jej fazy, w której wojska rosyjskie wycofywały się pod naciskiem Niemców z okolic Warszawy w 1915. Przy szosie Piaseczno - Tarczyn, na skraju obecnego rezerwatu przyrody Biele Chojnowskie pochowano 69 żołnierzy armii niemieckiej (wszyscy z 333. pułku piechoty) i 48 żołnierzy armii rosyjskiej, którzy polegli w walkach nad rzeką Jeziorką. Byli wśród nich Polacy z Wielkopolski, Pomorza, okolic Grodna i Wilna. W 1995 nekropolia poddana została generalnemu remontowi, który przeprowadzono z inicjatywy Nadleśnictwa Piaseczno oraz warszawskiej Fundacji Ochrony Zabytków.

## Architektura
Wieloboczny (zbliżony do prostokąta) w planie cmentarz okolony jest drewnianym płotem. W centrum stoi drewniana kapliczka na słupie, do którego przymocowano jedenaście zachowanych tabliczek z personaliami poległych (osiem z nich zawiera imiona i nazwiska, reszta to NN). Na tabliczkach widnieje data śmierci: 24 lipca 1915. Wejście z szosy prowadzi na wprost kapliczki, po niewysokich schodach. Krzyż flankują dwa kamienie pamiątkowe, na których wykuto napisy:
- 69 DEUTSCHE / 48 RUSSEN (strona lewa),
- Módlcie się / za poległych (strona prawa)[1].

Na cmentarzu stoi trzydzieści drewnianych krzyży z daszkami (przypominających krzyże wojenne z Galicji), ustawionych po remoncie i dwa oryginalne, stare. Oprócz nich posadowione są w obrębie nekropolii dwa krzyże metalowe i jeden kamienny. Na lewo od bramki wejściowej stoi kamień pamiątkowy z wyrytym napisem: OFFZ. STW (...) / HERMANN NIEHOFF / 7 / I. R. 336 / 27.7.15. Był to prawdopodobnie oficer, wachmistrz sztabowy z 7. kompanii 336. pułku piechoty.